# Guilty as Sin?
«Guilty as Sin?» es una canción de la cantautora estadounidense Taylor Swift de su undécimo álbum de estudio, The Tortured Poets Department (2024). Ella escribió y produjo la canción con Jack Antonoff. Es una pista de pop rock y soft rock con tintes de los años 90 que combina estilos rock, country y folk, acentuados por guitarras y baterías en vivo. La letra muestra al personaje de Swift fantaseando sexualmente con un hombre mientras ella está en una relación.
En las reseñas de The Tortured Poets Department, los críticos destacaron unánimemente la lírica, la producción y la voz de «Guilty as Sin?», considerándola frecuentemente como la joya del álbum. Esta pista no solo alcanzó la posición número 11 en el Billboard Global 200, sino que también se colocó dentro del top 10 de las listas de sencillos en Australia y Estados Unidos.

## Antecedentes y lanzamiento
Swift comenzó a trabajar en The Tortured Poets Department inmediatamente después de enviar su décimo álbum de estudio, Midnights, a Republic Records para su lanzamiento en 2022. Continuó trabajando en secreto durante la etapa estadounidense del Eras Tour en 2023.  La concepción del álbum tuvo lugar cuando la vida personal de Swift seguía siendo un tema ampliamente cubierto en la prensa. Ella describió The Tortured Poets Department como su álbum «salvavidas» que «realmente necesitaba» hacer.  Republic Records lo lanzó el 19 de abril de 2024; «Guilty as Sin?» ocupa el noveno lugar en la lista de pistas.

## Música y letras
«Guilty as Sin?» es una pista de soft rock y pop rock con tintes de los años 1990 que combina estilos de rock, country y folk, acentuados por la guitarra y la batería en vivo.  En el coro, Swift canta usando melisma. Líricamente, la canción trata sobre el deseo donde el personaje de Swift, mientras aún está en una relación, anhela intimidad con otro hombre. La relación en cuestión la hace sentirse atrapada («Mi aburrimiento está hasta los huesos / Esta jaula alguna vez estuvo bien / ¿Puedo llorar? / Sueño con abrir cerraduras»). Se pregunta si debería sentirse culpable por sus pensamientos sexuales («¿Qué pasa si él ha escrito 'mío' en la parte superior de mi muslo / Sólo en mi mente?») y los racionaliza («Sin tocar su piel, ¿cómo puedo ser culpable?»). «¿Culpable como pecado?»).
La pista presenta una extensa imaginería religiosa, con Swift cantando, «¿Qué pasa si hago rodar la piedra?/ De todos modos me van a crucificar», mostrando que el narrador es consciente de cómo percibe el público dicha aventura. La letra, «Estas fantasías fatales/ Dando paso a la dificultad para respirar/ Tomándome todo/ Ya lo hemos hecho en mi cabeza», fue interpretada como una alusión a la masturbación por periodistas como Laura Snapes de The Guardian y Clare Thorp de la BBC. Mehera Bonner de Cosmopolitan comentó que «Guilty as Sin?» está líricamente conectado con la canción de Swift de 2022 «Carolina», una pista que incluye la frase «culpable como pecado» para describir «[dormir] en la cama de un mentiroso». Mientras tanto, Bryan West de The Tennessean comparó el tema de la infidelidad con «Gorgeous», una canción del álbum Reputation de Swift de 2017.
La canción presenta una referencia a la banda escocesa Blue Nile y su sencillo de 1989 «The Downtown Lights». Las transmisiones de «The Downtown Lights» aumentaron un 1.400% dentro de los cuatro días posteriores al lanzamiento de The Tortured Poets Department. Diez días después del lanzamiento del álbum, las existencias de vinilo de los cuatro álbumes de Blue Nile se agotaron en su sitio web.

## Recepción de la crítica
Ken Tucker de NPR elogió «Guilty as Sin?» por mostrar los lados vulnerables y débiles de Swift en comparación con la saturación de la cultura pop contemporánea de «mujeres independientes, duras, perfectas y patadas» y encontró que la pista tenía «una imagen inteligentemente retrógrada». Al revisar el álbum para Vanity Fair, Erin Vanderhoff describió la canción como «encantadora y seductora» y la consideró el «ápice emocional» del álbum. En una reseña del personal del álbum para The Spinoff, Alex Casey e Isaiah Tour eligieron la canción como una de sus favoritas. Ross Horton de MusicOMH eligió «Guilty as Sin?» como una de las mejores pistas del álbum, atribuyendo su éxito a los sentimientos líricos ambivalentes y diciendo que la pista «sería un punto culminante en cualquiera de sus discos».
La producción y la voz de Swift también recibieron elogios. West describió la canción como una «canción pegadiza con armonías etéreas y alargadas». En el Irish Independent, John Meagher elogió la letra y el canto de Swift por presentar «una de las voces más hermosas que Swift jamás haya grabado». John Wohlmacher de Beats Per Minute dijo que la pista era una de las mejores canciones del álbum, destacando la guitarra «sensual» junto con la voz «seductora» y «exuberante». En The Atlantic, Spencer Kornhaber opinó que «Guilty as Sin?» es uno de los mejores momentos del álbum por su combinación «perfecta» de batería en vivo, elementos de rock/country y la voz «entusiasta» de Swift.  Jason Lipshutz de Billboard clasificó «Guilty as Sin?» noveno de los 31 temas de la edición del álbum doble de The Tortured Poets Department, escribiendo: «los verdaderos fuegos artificiales provienen de los matices vocales de Swift».
Mary Siroky en Consequence seleccionó «Guilty as Sin?» como una de las «pistas esenciales» del álbum para mostrar una «personalidad», y Anna Leszkiewicz también la eligió como un «par de pistas pop brillantes que brillan a través de la niebla"».  Lindsay Zoladz de The New York Times apreció la pista por su producción de soft rock de los noventa y la voz de Swift. Will Hodgkinson, de The Times, le dio a la canción cuatro estrellas de cinco y escribió: «La entrega seria y completamente estadounidense estropea un poco el erotismo, pero proviene directamente de la escuela de pop-rock Fleetwood Mac inspirada en un romance desastroso».

## Desempeño comercial
Cuando se lanzó The Tortured Poets Department, las pistas del álbum ocuparon el top 14 del Billboard Hot 100 de EE. UU.; «Guilty as Sin?» abrió en su apogeo en el número 10 de la lista, donde Swift se convirtió en el primer artista en monopolizar el top 14. En Australia, la canción alcanzó el número 10 en ARIA Singles Chart y la convirtió en la artista con más entradas en una sola semana con 29. En otra parte, «Guilty as Sin?» alcanzó el puesto número ocho en Singapur y se ubicó entre los 20 primeros en el Billboard Global 200 (11),  Nueva Zelanda (11), Filipinas (12),  Canadá (13),  Malasia (17), e Irlanda (18). 

## Personal
- Taylor Swift – voz, compositor, productor
- Jack Antonoff – productor, compositor, batería, programación, percusión, sintetizador, bajo, guitarra eléctrica, guitarra acústica.
- Ghenea serbia – mezclando
- Bryce Bordoné – ingeniero de mezcla
- Laura Sisk – ingeniero de grabación, ingeniero vocal
- Oli Jacobs - ingeniero de grabación
- Jon Sher – asistente de ingeniero de grabación
- Jack Manning – asistente de ingeniero de grabación
- Cristóbal Rowe – ingeniero vocal
- Randy Merril – dominar
- Bobby Halcón – cuerdas

## Gráficos
| Listas (2024)                             | Mejor posición |
| ----------------------------------------- | -------------- |
| Argentina (Argentina Hot 100)             | 96             |
| Australia (ARIA)                          | 10             |
| Brazil (Brasil Hot 100)                   | 75             |
| Canadá (Canadian Hot 100)                 | 13             |
| República Checa (Singles Digitál Top 100) | 67             |
| France (SNEP)                             | 103            |
| Global 200 (Billboard)                    | 11             |
| Greece International (IFPI)               | 24             |
| Ireland (Billboard)                       | 18             |
| Lithuania (AGATA)                         | 66             |
| Malaysia (Billboard)                      | 23             |
| Malaysia International (RIM)              | 17             |
| New Zealand (Recorded Music NZ)           | 11             |
| Eslovaquia (Singles Digitál Top 100)      | 73             |
| Philippines (Billboard)                   | 12             |
| Portugal (AFP)                            | 28             |
| Singapore (RIAS)                          | 8              |
| España (Top 100 Canciones)                | 84             |
| Sweden (Sverigetopplistan)                | 49             |
| UK Streaming (OCC)                        | 16             |
| Estados Unidos (Billboard Hot 100)        | 10             |